# Wolfgang Mössinger (Diplomat)
Wolfgang Mössinger (* 17. Juni 1957 in Zell am Harmersbach, Landkreis Wolfach) ist ein deutscher Diplomat im Ruhestand. Er war Generalkonsul in Chicago.

## Leben
Nach dem Abitur in Hausach leistete Mössinger zwischen 1977 und 1978 seinen Wehrdienst bei der Bundeswehr und absolvierte danach bis 1985 ein Lehramtsstudium in den Unterrichtsfächern Deutsch, Französisch und Geschichte an der Albert-Ludwigs-Universität Freiburg, an der er zwischen 1979 und 1980 auch Mitglied des Allgemeinen Studierendenausschusses (AStA) war. Darüber hinaus war er während seiner Studienzeit von 1982 bis 1983 als Fremdsprachenassistent an Schulen im westfranzösischen Niort beschäftigt und legte dann 1986 das Erste Staatsexamen für das Lehramt für die Fächer Deutsch, Französisch und Geschichte ab.

## Laufbahn
Im Mai 1987 trat Mössinger in den Auswärtigen Dienst ein und fand nach Absolvierung der Laufbahnprüfung für den höheren Dienst zwischen 1989 und 1991 zunächst Verwendung als Referent im Protokoll des Auswärtigen Amtes in Bonn, ehe er im Anschluss bis 1994 Referent für Kultur, Protokoll und für Gambia an der Botschaft Dakar war. Nach einer darauf folgenden Tätigkeit als Leiter des Wirtschaftsdienstes an der Botschaft Helsinki, war er von 1997 bis 2000 Referent im Referat für Internationale Forschungspolitik der Wirtschaftsabteilung des Auswärtigen Amtes und daraufhin bis 2003 stellvertretender Leiter des Kulturreferats an der Botschaft Moskau.
Nach seiner Rückkehr war Mössinger zwischen 2003 und 2004 stellvertretender Leiter des Referats für Verkehrs- und Tourismuspolitik der Wirtschaftsabteilung des Auswärtigen Amtes und danach von 2004 bis 2008 Freigestelltes Mitglied im Personalrat des Auswärtigen Amtes. Von 2008 bis 2012 war Wolfgang Mössinger Generalkonsul in Edinburgh. Nachdem er von 2012 bis 2015 als Ständiger Vertreter in der Botschaft Baku beschäftigt war und von 2015 bis 2019 Generalkonsul von Donezk mit Dienstsitz in Dnjepropetrowsk war, war er von 2019 bis 2023 Generalkonsul in Chicago.
Im September 2022 hielt Mössinger in Chicago eine Rede bei einer Veranstaltung zu Ehren des Asow-Regiments. Neben dem Podium hing die Fahne des Asow-Regiments mit der Wolfsangel, die in Deutschland verboten ist.